# Don Schlitz
Don Schlitz, nascido Donald Allen Schlitz Jr. em 29 de agosto de 1952, é um compositor estadunidense que escreveu mais de vinte canções que chegaram ao primeiro lugar nas paradas de música country . Ele é mais conhecido por sua canção "The Gambler", interpretada por Kenny Rogers, e por ter sido coautor de "Forever and Ever, Amen", interpretada por Randy Travis e "When You Say Nothing at All", interpretada por Keith Whitley e também por Alison Krauss & Union Station ). Graças ao seu trabalho como compositor, Schlitz recebeu dois prêmios Grammy, além de quatro prêmios Country Songwriter of the Year outorgados pela ASCAP.
Schlitz foi nomeado para quatro halls da fama: o Hall da Fama dos Compositores, o Hall da Fama dos Compositores de Nashville, o Hall da Fama da Música Country, e o Hall da Fama da Música da Carolina do Norte. O compositor também foi nomeado membro do Grand Ole Opry, em 30 de agosto de 2022. 

## Carreira de compositor
O primeiro grande sucesso de Schlitz como compositor foi "The Gambler", interpretada por Kenny Rogers, que, após seu lançamento em 1978, se tornou não apenas um sucesso country crossover, como também uma das canções de assinatura de Rogers. Em 2018, a canção foi selecionada para preservação no Registro Nacional de Gravações pela Biblioteca do Congresso, devido ao seu significado cultural, histórico e/ ou estético. A partir daí, Schlitz escreveu inúmeras canções e diversos outros sucessos para outros artistas country. Entre os maiores sucessos do compositor estão duas canções número um que ele escreveu em parceria com Paul Overstreet, "Forever and Ever, Amen", interpretada por Randy Travis e " When You Say Nothing at All", de Keith Whitley. Schlitz possui 24 hits número 1 nas paradas country.
O presidente dos Estados Unidos, George H. W. Bush, contratou Schlitz para escrever uma música tema para seu programa "Points of Light".  Essa música, "Point of Light", foi número 1. Sucesso de 3 países para Randy Travis em 1991.
Schlitz e Kenny Rogers trabalharam novamente juntos, em 1998. Na época, Rogers brincou, dizendo que "a cada 20 anos gravarei uma música do Don Schlitz"[carece de fontes?]. O resultado foi um single de sucesso com tema de beisebol, chamado " The Greatest ". Em 2013, Kenny gravou também diversas outras músicas suas, para seu álbum best-seller You Can't Make Old Friends .

## Musicais
Ele compôs a música para o musical As Aventuras de Tom Sawyer.

## Gravações
Além de compor singles de sucesso para outros artistas, Schlitz gravou três álbuns próprios. O primeiro, com o nome de Dreamers' Matinee, foi lançado em 1980 pela Capitol Records . O segundo álbum, uma compilação ao vivo com o título Live at the Bluebird Café, foi lançada em 2001. Já em 2010, Schlitz lançou um álbum de estúdio com novo material, com o título Allergic to Crazy .

## Singles
| Ano  | Título                                     | Posição no US Hot Country Songs |
| ---- | ------------------------------------------ | ------------------------------- |
| 1978 | "The Gambler"                              | 65                              |
| 1979 | "You're the One Who Rewrote My Life Story" | 91                              |

## Singles co-escritos por Don Schlitz
A lista de singles escritos por Don Schlitz, ou escritos por ele em parceria com outros compositores inclui as seguintes composições. Os asteriscos indicam as canções que alcançaram o primeiro lugar nas paradas country da Billboard dos Estados Unidos.
- "40 Hour Week (For a Livin')", interpretado por Alabama*
- "Almost Goodbye", interpretado por Mark Chesnutt*
- "And So It Goes", interpretado por Nitty Gritty Dirt Band with John Denver
- "Ball and Chain", interpretado por Paul Overstreet
- "The Battle Hymn of Love", interpretado por Kathy Mattea and Tim O'Brien
- "The Center of My Universe", interpretado por The Bellamy Brothers
- "Cheatin'", interpretado por Sara Evans
- "Crazy from the Heart", interpretado por The Bellamy Brothers
- "Crying Shame", interpretado por Michael Johnson
- "Daddy's Come Around", interpretado por Paul Overstreet*
- "Deeper Than the Holler", interpretado por Randy Travis*
- "Didn't We Shine", interpretado por Waylon Jennings
- "Forever and Ever, Amen", interpretado por Randy Travis*
- "The Gambler", interpretado por Kenny Rogers
- "Give Me Wings", interpretado por Michael Johnson*
- "Good as I Was to You", interpretado por Lorrie Morgan
- "The Greatest", interpretado por Kenny Rogers
- "Guardian Angels", interpretado por The Judds
- "He Thinks He'll Keep Her", interpretado por Mary Chapin Carpenter
- "Heart of the Matter", interpretado por The Kendalls (1980), Loretta Lynn (1983)
- "Heroes and Friends", interpretado por Randy Travis
- "Houston Solution", interpretado por Ronnie Milsap
- "I Could Be Persuaded", interpretado por The Bellamy Brothers
- "I Feel Lucky", interpretado por Mary Chapin Carpenter
- "I Know Where I'm Going", interpretado por The Judds*
- "I Take My Chances", interpretado por Mary Chapin Carpenter
- "I Think About It All the Time", interpretado por John Berry
- "I Think About You", interpretado por Collin Raye
- "I Watched It All (On My Radio)", interpretado por Lionel Cartwright
- "I Won't Take Less Than Your Love", interpretado por Tanya Tucker with Paul Overstreet and Paul Davis*
- "If I Could Bottle This Up", interpretado por Paul Overstreet
- "If I Never See Midnight Again", interpretado por Sweethearts of the Rodeo
- "If You Can Do Anything Else", interpretado por George Strait
- "I'll Be Lovin' You", interpretado por Lee Greenwood
- "In Terms of Love", interpretado por SHeDAISY
- "Learning to Live Again", interpretado por Garth Brooks
- "Leaving's Not an Option", interpretado por Chris Cummings
- "Like Father Like Son", interpretado por Lionel Cartwright
- "Long Shot", interpretado por Baillie &amp; the Boys
- "Looking for a Sign", interpretado por Chris Cummings
- "Loved Too Much", interpretado por Ty Herndon
- "Midnight Girl/Sunset Town", interpretado por Sweethearts of the Rodeo
- "My Arms Stay Open All Night", interpretado por Tanya Tucker
- "Not Too Much to Ask", interpretado por Mary Chapin Carpenter with Joe Diffie
- "Oh Heart", interpretado por Baillie & the Boys
- "Old School", interpretado por John Conlee
- "On the Other Hand", interpretado por Randy Travis*
- "One Promise Too Late", interpretado por Reba McEntire*
- "Point of Light", interpretado por Randy Travis
- "Richest Man on Earth", interpretado por Paul Overstreet
- "The River and the Highway", interpretado por Pam Tillis
- "Ready and Waiting", interpretado por Deborah Allen
- "Rockin' with the Rhythm of the Rain", interpretado por The Judds*
- "Satisfy You", interpretado por Sweethearts of the Rodeo
- "Say What's in Your Heart interpretado por Restless Heart
- "Say Yes", interpretado por Dusty Drake
- "She Deserves You", interpretado por Baillie & the Boys
- "Sowin' Love", interpretado por Paul Overstreet
- "Stand a Little Rain", interpretado por Nitty Gritty Dirt Band
- "Strong Enough to Bend", interpretado por Tanya Tucker*
- "True Heart", interpretado por The Oak Ridge Boys
- "Turn It Loose", interpretado por The Judds*
- "When You Say Nothing at All", interpretado por Keith Whitley* (com cover posterior, interpretada por Alison Krauss & Union Station,e por Ronan Keating. A versão de Keating apareceu no filme Notting Hill, e chegou até o número um das paradas de sucesso britânicas.)
- "Why They Call It Falling", interpretado por Lee Ann Womack
- "You Again", interpretado por The Forester Sisters*
- "You'll Never Be Sorry", interpretado por The Bellamy Brothers

## Prêmios
- 1979 – Country Music Association – Canção do Ano (The Gambler)
- 1979 – Grammy – Canção Country do Ano (The Gambler)
- 1986 – Country Music Association – Canção do Ano (On the Other Hand)
- 1986 – Academy of Country Music – Canção do Ano (On the Other Hand)
- 1986 – Nashville Songwriters Association International — Canção do Ano (On the Other Hand)
- 1987 – Country Music Association – Canção do Ano (Forever and Ever, Amen)
- 1988 – Grammy – Canção Country do Ano (Forever and Ever, Amen)
- 1988–1991 – ASCAP – Compositor Country do Ano
- 2010 – Incluído no Hall da Fama da Música da Carolina do Norte[12]
- 2017 – Incluído no Hall da Fama da Música Country[13]